# Quintanilla de Arriba
Quintanilla de Arriba è un comune spagnolo di 200 abitanti situato nella comunità autonoma di Castiglia e León.